# Otis Tufton Mason
Otis Tufton Mason, Ph.D., LL.D. (10 d'abril de 1838 - 5 de novembre de 1908) va ser un etnòleg estatunidenc, conservador de la Smithsonian Institution.
Mason va néixer a Eastport (Maine), fill de John i Rachel Mason. En 1850, els Mason havien comprat la plantació Woodlawn, l'antiga casa de Nellie Custis, filla adoptiva de George Washington, i els seus descendents. Otis Mason va donar una part de la propietat en 1872 per establir l'Església Baptista de Woodlawn, i va predicar-hi durant els primers quatre anys, fins que va ser nomenat ministre.
Es va graduar en la Universitat columbiana en 1861, i després hi va treballar durant 23 anys com a director de l'escola preparatòria de la universitat (1861-1884). Es va afiliar per primer cop al Museu Nacional dels Estats Units en 1872, treballant com a col·laborador en etnologia. En 1884 es va convertir en conservador a temps complet. El Smithsonian havia construït recentment el seu primer edifici del museu especialment dissenyat, l'edifici del Museu Nacional dels Estats Units (o Arts and Industries Building). Mason va treballar al costat de George Brown Goode en la instal·lació i reorganització de les col·leccions dels museus que s'inclogueren en el trasllat a aquest nou edifici. En 1879 va ser un dels fundadors de la Societat Antropològica de Washington, i va ser autor de la seva constitució.
Com a part del seu treball de conservació al Smithsonian, Mason va desenvolupar el concepte d'àrea cultural. Mason va ser editor antropològic d'American Naturalist i del Standard Dictionary. Creia en l'evolució gradual de les cultures de Gustav Klemm i que la tecnologia era un marcador de l'etapa de desenvolupament d'una cultura.